# Жалманкулак
Жалманкулак (каз. Жалманқұлақ) — село в Егиндыкольском районе Акмолинской области Казахстана. Административный центр Жалманкулакского сельского округа. Код КАТО — 114445100.

## География
Село расположено в 45 км к юго-западу от районного центра — села Егиндыколь, в 250 км к юго-западу от Астаны.

## Население
В 1989 году население села составляло 1530 человека (из них казахов 79%).
В 1999 году население села составляло 741 человек (372 мужчины и 369 женщин). По данным переписи 2009 года, в селе проживали 92 человека (57 мужчин и 35 женщин).
| Численность населения | Численность населения | Численность населения |
| 1989                  | 1999                  | 2009                  |
| --------------------- | --------------------- | --------------------- |
| 1530                  | ↘741                  | ↘92                   |